# Batara à ailes unies
Thamnophilus schistaceus
Espèce
Statut de conservation UICN

 LC  : Préoccupation mineure
Le Batara à ailes unies (Thamnophilus schistaceus) est une espèce d'oiseaux de la famille des Thamnophilidae.

## Répartition
Cette espèce vit dans l'Ouest et le Sud de l'Amazonie.

## Taxinomie
Selon le Congrès ornithologique international et Alan P. Peterson, il existe cinq sous-espèces :
- Thamnophilus schistaceus capitalis P.L. Sclater, 1858, dans le Sud-Est de la Colombie, l'Est de l'Équateur et le Nord-Est du Pérou[1] ;
- Thamnophilus schistaceus dubius (Berlepsch & Stolzmann, 1894), de l'Est du Pérou[1] ;
- Thamnophilus schistaceus schistaceus d'Orbigny, 1837, du Sud-Est du Pérou, Nord de la Bolivie et l'Ouest du Brésil[1] ;
- Thamnophilus schistaceus heterogynus (Hellmayr, 1907), dans l'Est de la Colombie et le centre Ouest du Brésil amazonien[1] ;
- Thamnophilus schistaceus inornatus Ridgway, 1888, dans le centre du Brésil[1].